# Пархоменко Микола Миколайович
Микола Миколайович Пархоменко (нар. 23 липня 1902, Караванна — пом. 3 червня 1964, Еліста) — український радянський композитор, скрипаль та педагог.

## Біографія
Народився 23 липня 1902 року в селі Караванній Катеринославської губернії. 1924 року закінчив Ростовську консерваторію (клас скрипки і композиції). У 1926—1937 роках — викладач музичного училища у Таганрозі; у 1946—1949 роках — Львівського музичного училища і консерваторії. Працював педагогом у містах Закавказзя, Росії, а також Елісті.
Помер в Елісті 3 червня 1964 року.

## Твори
- дитячі опери «Стрілець Тілль» (1925), «Казка про рибака і рибку» (1936);
- балет «Шехерезада»;
- 4 симфонії (1930, 1933, 1943, 1947; 4-а «Українська»);
- струнні квартети, скрипкові твори;
- хори, романси.

Зробив ряд обробок і перекладів для альта, серед яких: «Адажіо» Вівальді, «Граве» Абако, Соната № 2 Ґ. Генделя, «Вальс» П. Чайковського та інші.